# Stenomalina liparae
Stenomalina liparae är en stekelart som först beskrevs av Giraud 1863.  Stenomalina liparae ingår i släktet Stenomalina och familjen puppglanssteklar. Arten är reproducerande i Sverige. Inga underarter finns listade i Catalogue of Life.